# Нобл (Илиноис)
Нобл (енгл. Noble) град је у америчкој савезној држави Илиноис.

## Демографија
По попису из 2010. године број становника је 677, што је 69 (-9,2%) становника мање него 2000. године.
| Група             | 2000.       | 2010.       |
| Белци             | 732 (98,1%) | 656 (96,9%) |
| Афроамериканци    | 0 (0,0%)    | 3 (0,4%)    |
| Азијати           | 2 (0,3%)    | 2 (0,3%)    |
| Хиспаноамериканци | 8 (1,1%)    | 6 (0,9%)    |
| Укупно            | 746         | 677         |